# Xylocopa pubescens
Xylocopa pubescens là một loài Hymenoptera trong họ Apidae. Loài này được Spinola mô tả khoa học năm 1838.

## Hình ảnh

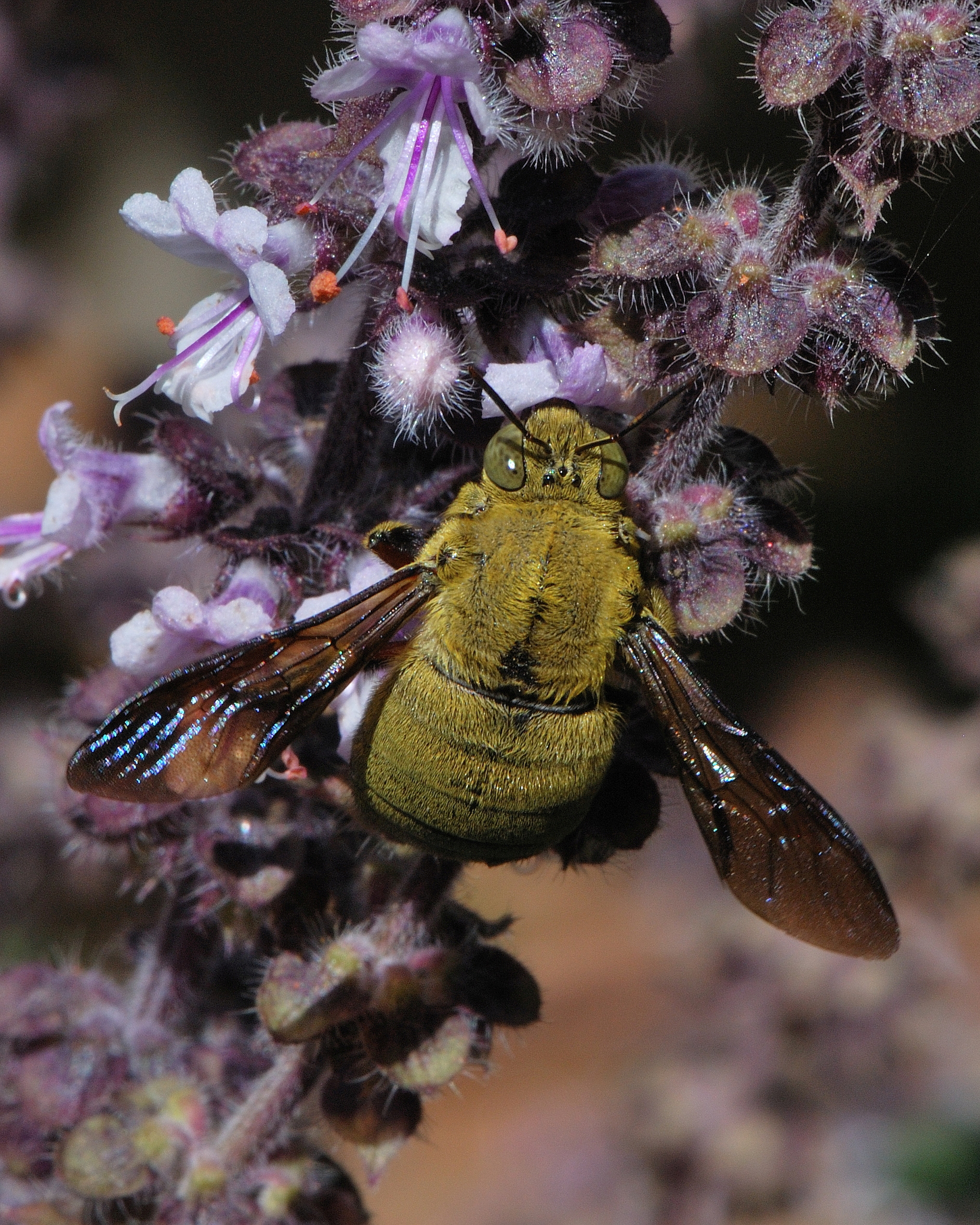
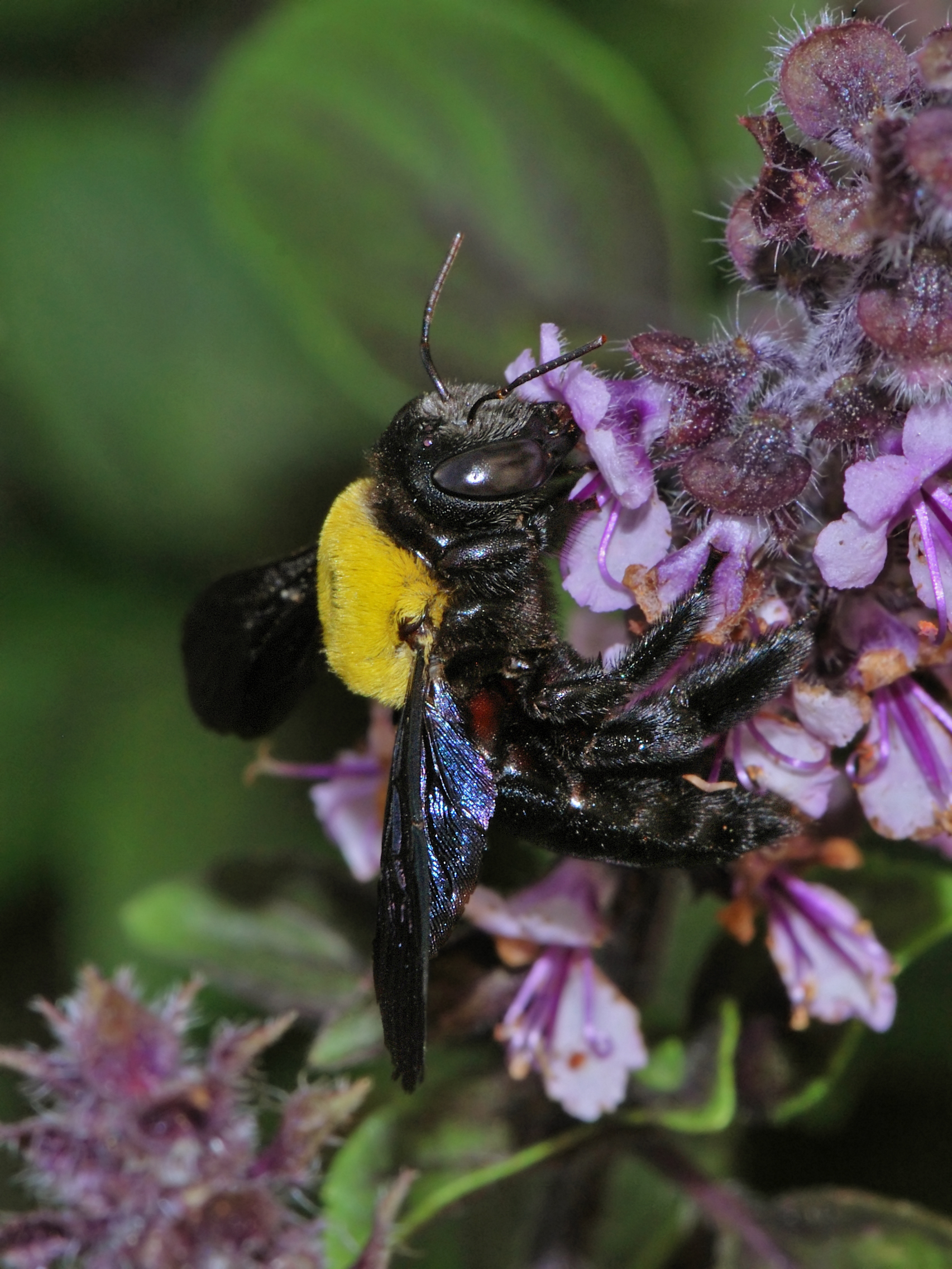
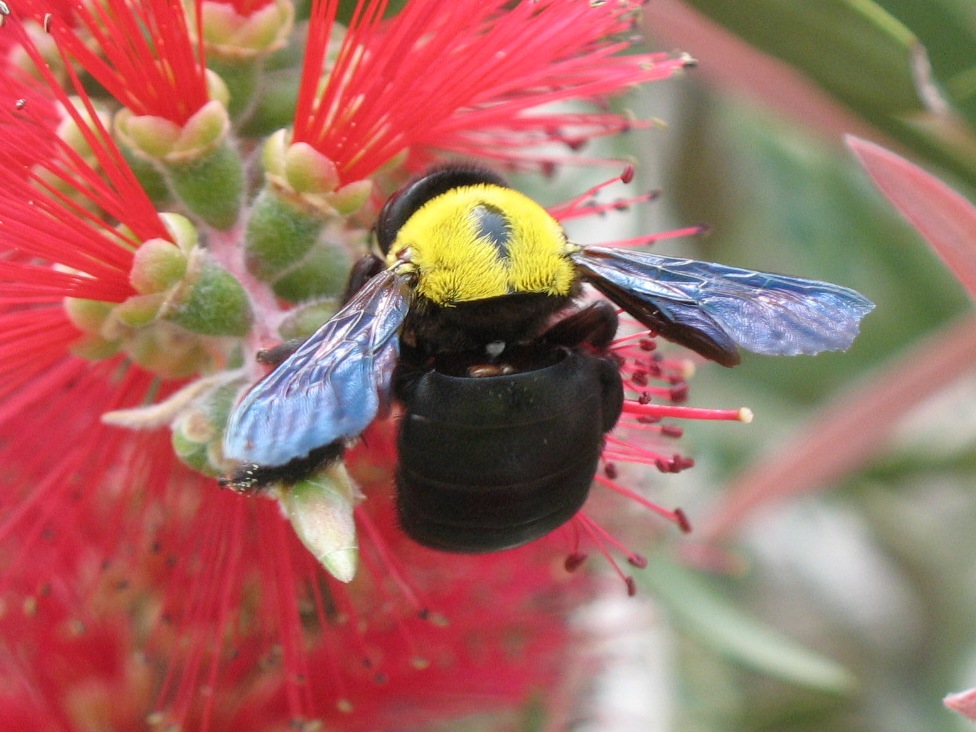
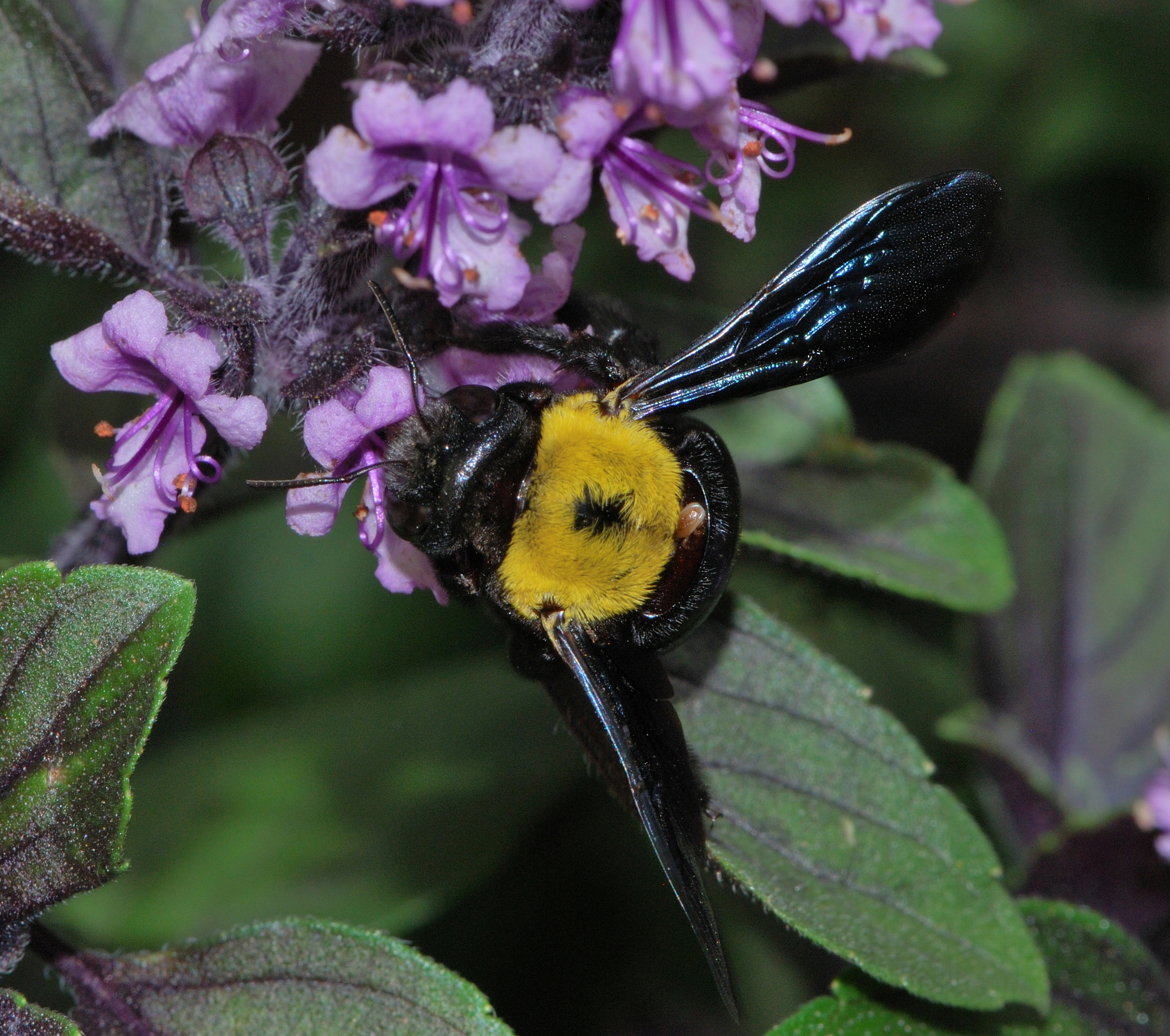